# Anthornis
Anthornis je rod ptáků z čeledi kystráčkovitých. Podle genetických dat se jedná o sesterskou skupinu k rodu Prosthemadera (jediným zástupcem tohoto rodu je tui zpěvný).
Rod Anthornis zahrnuje pouze dva druhy medosavek:
- Medosavka chathamská
- Medosavka novozélandská